# Supergrass (album)
Albums de Supergrass
In It for the Money
(1997) Life on Other Planets
(2002)
Supergrass est le troisième album studio du groupe Supergrass sorti en 1999. Il est aussi parfois connu sous le nom de The X-Ray album car la pochette montre une photographie en rayons X des membres du groupe.

## Titres
| No  | Titre                          | Durée |
| --- | ------------------------------ | ----- |
| 1.  | Moving                         | 4:26  |
| 2.  | Your Love                      | 3:27  |
| 3.  | What Went Wrong (In Your Head) | 4:05  |
| 4.  | Beautiful People               | 3:22  |
| 5.  | Shotover Hill                  | 3:43  |
| 6.  | Eon                            | 3:44  |
| 7.  | Mary                           | 4:00  |
| 8.  | Jesus Came From Outta Space    | 4:10  |
| 9.  | Pumping On Your Stereo         | 3:20  |
| 10. | Born Again                     | 3:38  |
| 11. | Far Away                       | 5:05  |
| 12. | Mama & Papa                    | 2:30  |